# Grote kantjil
De grote kantjil (Tragulus napu) is een evenhoevige uit de familie van de dwergherten (Tragulidae).

## Kenmerken
Ze hebben een lengte van 70 tot 75 cm, een staartlengte van 8 tot 10 cm lang, een schouderhoogte van 30 tot 35 cm en een gewicht van 5-8 kg.

## Voortplanting
Na een draagtijd van 152 tot 155 dagen worden er één of twee jongen geboren.

## Verspreiding
Deze soort komt voor in het zuiden en zuidoosten van Azië.